# Grästorp (commune)
Pour le chef-lieu, voir Grästorp.
La commune de Grästorp est une commune suédoise du comté de Västra Götaland, peuplée d'environ 5 700 habitants (2020). Son chef-lieu se situe à Grästorp.

## Localité principale
- Grästorp